# Castillo de Soto (Ribera de Arriba)
El castillo de Soto de Rey es una fortaleza española situada en el casco urbano de esta localidad, en el concejo de Ribera de Arriba, en Asturias, situada a orillas del río Nalón.
Arruinado, no conserva más que un lienzo de muro con algunas ventanas y una portada de arco apuntado.
Según la documentación medieval se asocia este castillo a Urraca I, Reina de León (1109-1126), abuela de la llamada Urraca "La Asturiana".